# 음악 분수

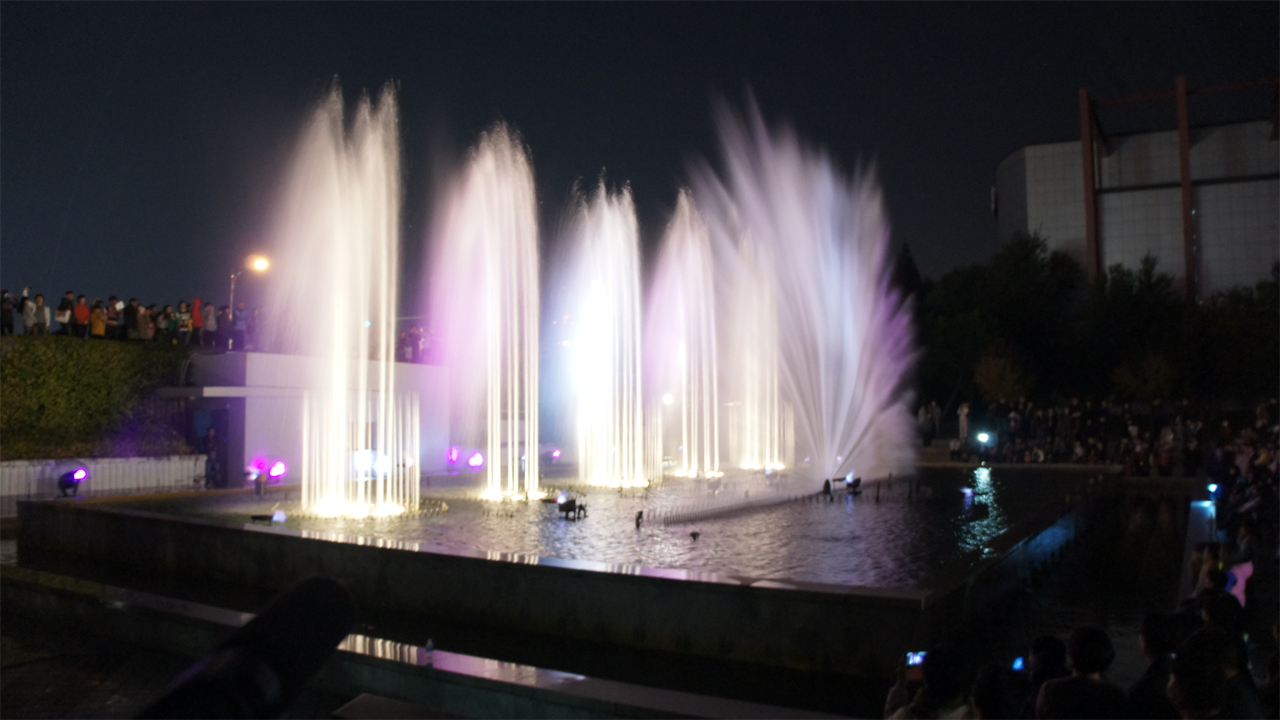
대전 엑스포과학공원 한빛광장 음악분수

음악 분수(音樂噴水)는 정적인 기존 분수를 응용하여 음악에 맞춰 작동하도록 시스템을 구축한 분수이다.
기존의 분수들은 노즐이 고정되어있거나 계속해서 물이 분출되는 형식이지만 음악분수는 많은 수의 노즐을 배치해 모양을 만들어 내거나, 노즐이 움직이기도 하고 수중펌프의 동작을 통해 물의 분출을 제어하기도 하며, 더욱 화려하게 보이기 위해서 조명이나 레이저, 화염 등의 특수효과가 첨가되기도 한다.

## 음악 분수의 제어
최초의 음악분수는 음악분수 연출가가 직접 분수의 펌프나 밸브, 조명 등을 스위치로 조작하는 일종의 라이브 공연 형태였다. 하지만 최근에는 컴퓨터와 프로그램의 발달로 인해 분수를 비롯한 모든 시스템이 컴퓨터로 제어되며 미리 연출 파일을 제작해뒀다가 공연 시간에 실행하는 방법이 사용된다.
음악분수의 제어는 자동과 수동 모두 가능하다. 자동 제어의 경우 그 방법은 크게 두 가지로 나뉘는데 가장 고전적인 방법으로는 음악분수 연출가가 배경음악을 기본으로 하여 시퀀스에 직접 분수의 작동시간을 입력하여 일종의 프로그래밍을 한 뒤 연출 파일을 저장해뒀다가 공연시간에는 파일을 불러와 실행하는 방법이고, 다른 방법은 음악을 입력하면 분수의 켜짐과 꺼짐, 수압, 특수효과 등 프로그램을 이용해 완전 자동적으로 연출하는 방법이 있다.
보통은 앞서 소개한 두 가지 방법이 섞여진 형태, 다시 말해서 완전 자동에 의해 분수의 동작이 프로그래밍되면 음악분수 연출가가 일부 수정하여 연출파일을 완성하는 형태가 많이 쓰인다.

## 음악 분수의 특수효과
화려한 음악분수의 연출을 위해 다양한 특수효과가 사용된다.

### 조명
야간에 아름다운 모습을 보일 수 있도록 조명이 사용되는데 특히 수중조명은 음악분수에 필수적으로 사용되는 특수효과로 모든 음악분수에서 사용하고 있다. 최근에는 보다 선명하고 많은 색상을 연출하기 위해 LED조명이 쓰인다.

### 화염
대부분의 음악분수에서는 연출되지 않지만 연출될 경우 다른 특수효과보다 더욱 큰 호응을 얻는 특수효과다. 가스를 위로 분출하거나 수면 아래에 가스관을 설치하여 수면에 화염이 연출되도록 하는 등 다양한 연출방법이 있다.

### 레이저
빛이 넓게 퍼져 분수를 밝히는 용도로 쓰이진 못하지만 그림이나 사진, 글자 등을 분수에 투사할 때 빔프로젝터보다 선명한 이미지를 보여준다. 공연 중 분위기에 맞는 그림을 투사한다든지 이벤트 용으로 글자를 띄우는 등 다양한 연출이 가능하다.

### 워터스크린
워터스크린은 일직선으로 뿜어지는 노즐 여러 개를 일렬로 배치해 구성하는 방식과 한 개의 굵은 배관 끝에 판을 부착한 워터스크린 노즐에 강력한 수중펌프의 힘으로 물을 끌어올려 수막을 형성하는 방법 등 다양한 워터스크린 연출방법이 있지만, 보통 분수에서는 후자의 경우가 많이 쓰인다.
워터스크린에는 레이저나 빔프로젝터 등으로 그림, 사진, 글자, 동영상 등 다양한 영상매체를 투사할 수 있으며 분수 공연을 비롯해 이벤트 때도 사용할 수 있고 광고영상을 투사하여 광고효과를 얻을 수도 있다.

## 사례

### 대한민국의 음악분수
대한민국에도 상당수의 음악분수가 운영 중이다.
- 인천청라국제도시 호수공원 내 음악분수(130m 수도권최대규모)
- 대전 엑스포과학공원 음악분수
- 서울 예술의 전당 세계음악분수
- 부산 다대포 꿈의 낙조분수
- 목포 춤추는 바다분수
- 이 외에도 안동, 뚝섬, 일산 호수공원, 오동도, 도담삼봉 등 많은 지역에 음악분수가 있다.

### 다른 나라의 음악분수

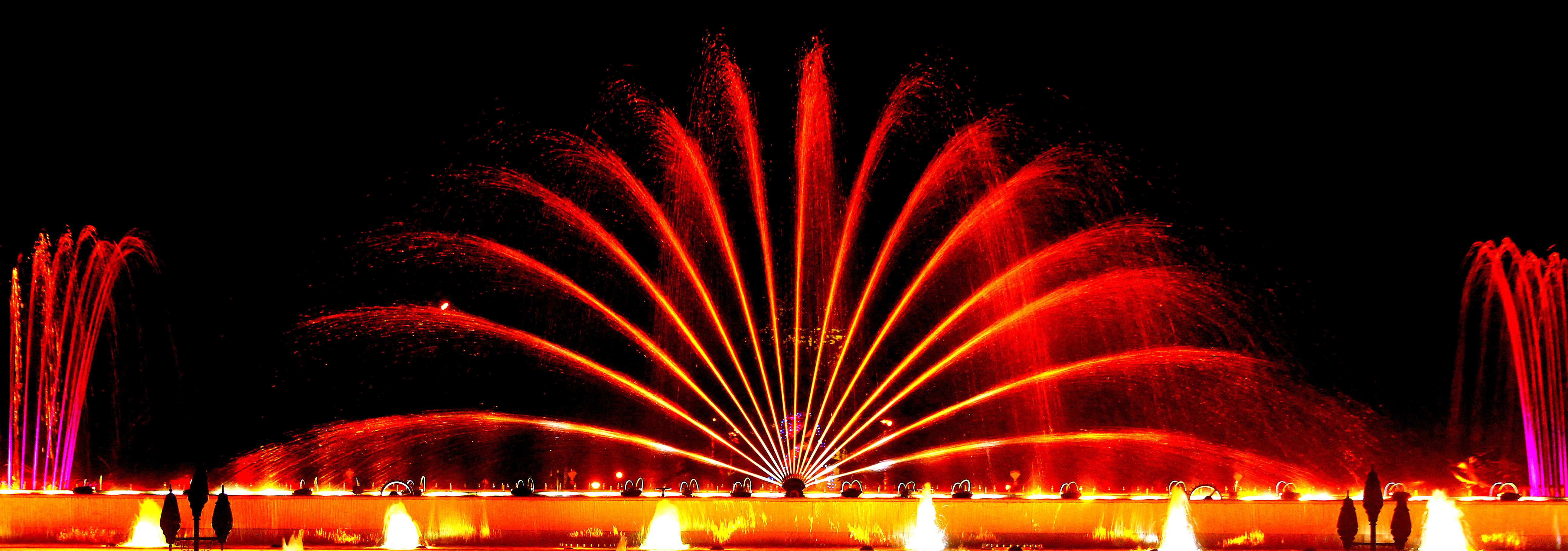
인도 콜카타 CESC Fountain of Joy

- Grand Haven Musical Fountain (Michigan, USA)
- CESC Fountain of Joy (Kolkata, India)
- Disney's World of Color (California, USA)